# Parafia św. Jana Chrzciciela w Nieżywięciu
Parafia Świętego Jana Chrzciciela w Nieżywięciu – parafia rzymskokatolicka, znajdująca się w diecezji toruńskiej, w dekanacie Jabłonowo Pomorskie.
Na obszarze parafii leżą miejscowości: Nieżywięć, Buczek, Dąbrówka, Grabowiec, Kawki, Tylice, Zarośle. 